# كاميلو بيريز
كاميلو بيريز (بالإسبانية: Camilo Pérez) (26 أكتوبر 1985 بميديلين في كولومبيا - ) هو لاعب كرة قدم كولومبي في مركز الدفاع. لعب مع أتلتيكو ناسيونال وأمريكا دي كالي ونادي إنفيغادو ولا إكويداد ‏.

## وصلات خارجية
- كاميلو بيريز على موقع قاعدة بيانات كرة القدم.إي يو (الإنجليزية)
- كاميلو بيريز على موقع AS.com (الإسبانية)